# فهرست فیلدمارشال‌ها و بزرگ‌دریابدهای ورماخت
فیلدمارشال (به آلمانی: Generalfeldmarschall) عالی‌ترین درجه نظامی در چندین حاکمیت آلمانی پیش‌اتحاد شامل امپراتوری مقدس روم بود. به شکل شنتی این درجه به ژنرال‌های ارشدی اعطا می‌شد که پیروزی‌های بزرگی در میدان نبرد کسب می‌نمودند. این درجه پس از شکست امپراتوری آلمان در جنگ جهانی اول و تحمیل پیمان ورسای بر آن که محدودیت‌های شدیدی بر نیروهای مسلح آلمان اعمال کرد، از میان رفت و حاکمیت جانشین تحت عنوان جمهوری وایمار در نیروهای مسلح کم‌نفرات خود آن را به کسی اعطا ننمود. پس از روی کار آمدن حزب ناسیونال سوسیالیست و تأسیس رایش سوم، آدولف هیتلر، پیشوای آلمان که در همراهی با سران نظامی با زیر پا گذاشتن محدودیت‌ها، اقدام به گسترش شدید نیروهای مسلح کشورش کرده بود، این درجه را بازیابی و در قالب ورماخت، نیروهای مسلح جدید آلمان، برای نخستین بار در سال ۱۹۳۶ به ورنر فون بلومبرگ، وزیر دفاع اعطا کرد. معادل درجه فیلدمارشال برای هیر (نیروی زمینی) و لوفت‌وافه (نیروی هوایی) درجه بزرگ‌دریابد (گروس‌آدمیرال) برای کریگسمارینه (نیروی دریایی) بود.
درجه فیلدمارشال به عنوان بالاترین درجه در ورماخت مورد استفاده قرار می‌گرفت تا این که ماه ژوئیه سال ۱۹۴۰ درجه رایشس‌مارشال که بالاتر از آن به حساب می‌آمد، ایجاد گردید که صرفاً به هرمان گورینگ، فرمانده کل لوفت‌وافه اعطا شد.
فهرست زیر شامل تمامی افرادی است که در دوره دوازده ساله رایش سوم در ورماخت به درجه فیلدمارشالی و بزرگ‌دریابدی ترفیع یافته‌اند. مجموعاً ۲۵ تن از ژنرال‌های هیر و لوفت‌وافه درجه فیلدمارشالی و ۲ تن از ژنرال‌های کریگس‌مارینه درجه بزرگ‌دریابدی را دریافت کردند. ادوارت فون بوم-ارمولی، فیلدمارشال بازنشسته نیروی زمینی اتریش-مجارستان نیز به صورت تشریفاتی به درجه فیلدمارشال در ورماخت ترفیع یافت. میانگین سنی افرادی که به این درجه رسیدند بدون احتساب فون بوم-ارمولی، ۵۶ سال و ۲ ماه و ۱۳ روز بود. مجدداً بدون احتساب فون بوم-ارمولی، هرمان گورینگ با دریافت درجه فیلدمارشالی در ۴۵ سالگی جوان‌ترین و گرت فون روندشتت با دریافت این درجه در ۶۴ سالگی مسن‌ترین دریافت‌کنندگان آن بودند.
      هیر (نیروی زمینی)

      لوفت‌وافه (نیروی هوایی)

      کریگس‌مارینه (نیروی دریایی)

## فیلدمارشال‌ها
| ردیف | تصویر | نام                   | تولد - درگذشت | شاخه     | تاریخ ترفیع    | سن هنگام ترفیع          | جایگاه‌ها/فرماندهی‌ها پس از ترفیع                                                                 | توضیحات                                                                              |
| ---- | ----- | --------------------- | ------------- | -------- | -------------- | ----------------------- | ----------------------------------------------------------------------------------------------- | ------------------------------------------------------------------------------------ |
| ۱۹۳۴ |       |                       |               |          |                |                         |                                                                                                 |                                                                                      |
| ۱    |       | ورنر فون بلومبرگ      | ۱۹۴۶–۱۸۷۸     | هیر      | ۲۰ آوریل ۱۹۳۶  | ۵۷ سال، ۷ ماه و ۱۸ روز  | - وزیر جنگ - فرمانده کل ورماخت                                                                  | -                                                                                    |
| ۱۹۳۶ |       |                       |               |          |                |                         |                                                                                                 |                                                                                      |
| ۲    |       | هرمان گورینگ          | ۱۹۴۶–۱۸۹۳     | لوفت‌وافه | ۴ فوریه ۱۹۳۸   | ۴۵ سال و ۲۳ روز         | فرمانده کل لوفت‌وافه                                                                             | جوان‌ترین دریافت‌کننده                                                                 |
| ۱۹۴۰ |       |                       |               |          |                |                         |                                                                                                 |                                                                                      |
| ۳    |       | فدر فون بک            | ۱۹۴۵–۱۸۸۰     | هیر      | ۱۹ ژوئیه ۱۹۴۰  | ۵۹ سال، ۷ ماه و ۱۶ روز  | - گروه ارتش ب - گروه ارتش مرکز - گروه ارتش جنوب                                                 | پس از پیروزی در نبرد فرانسه                                                          |
| ۴    |       | والتر فون براوخیچ     | ۱۹۴۸–۱۸۸۱     | هیر      | ۱۹ ژوئیه ۱۹۴۰  | ۵۸ سال، ۹ ماه و ۱۵ روز  | فرمانده کل نیروی زمینی                                                                          | پس از پیروزی در نبرد فرانسه                                                          |
| ۵    |       | آلبرت کسلرینگ         | ۱۹۶۰–۱۸۸۵     | لوفت‌وافه | ۱۹ ژوئیه ۱۹۴۰  | ۵۴ سال، ۷ ماه و ۱۹ روز  | - ناوگان دوم هوایی - فرمانده کل جبهه جنوبی - گروه ارتش سی - فرمانده کل جبهه غربی                | ارتقا مستقیم از سپهبد به فیلدمارشالپس از پیروزی در نبرد فرانسه                       |
| ۶    |       | ویلهلم کایتل          | ۱۹۴۶–۱۸۸۲     | هیر      | ۱۹ ژوئیه ۱۹۴۰  | ۵۷ سال، ۹ ماه و ۲۷ روز  | رئیس فرماندهی عالی ورماخت                                                                       | پس از پیروزی در نبرد فرانسه                                                          |
| ۷    |       | گونتر فون کلوگه       | ۱۹۴۴–۱۸۸۲     | هیر      | ۱۹ ژوئیه ۱۹۴۰  | ۵۷ سال، ۸ ماه و ۱۹ روز  | - ارتش چهارم - گروه ارتش مرکز - گروه ارتش دی - فرمانده کل جبهه غربی - گروه ارتش ب               | پس از پیروزی در نبرد فرانسه                                                          |
| ۸    |       | ویلهلم ریتر فون لیب   | ۱۹۵۶–۱۸۷۶     | هیر      | ۱۹ ژوئیه ۱۹۴۰  | ۶۳ سال، ۱۰ ماه و ۱۴ روز | - گروه ارتش سی - گروه ارتش شمال                                                                 | پس از پیروزی در نبرد فرانسه                                                          |
| ۹    |       | ویلهلم لیست           | ۱۹۷۱–۱۸۸۰     | هیر      | ۱۹ ژوئیه ۱۹۴۰  | ۶۰ سال، ۲ ماه و ۵ روز   | - ارتش دوازدهم - فرمانده کل جبهه جنوبی شرقی - گروه ارتش آ                                       | پس از پیروزی در نبرد فرانسه                                                          |
| ۱۰   |       | ارهارت میلش           | ۱۹۷۲–۱۸۹۲     | لوفت‌وافه | ۱۹ ژوئیه ۱۹۴۰  | ۴۸ سال، ۳ ماه و ۱۹ روز  | - مسئول تولیدات، تسلیحات و تدارکات لوفت‌وافه - عضو شورای مرکزی برنامه‌ریزی تولیدات جنگی           | پس از پیروزی در نبرد فرانسه                                                          |
| ۱۱   |       | والتر فون رایشناو     | ۱۹۴۲–۱۸۸۴     | هیر      | ۱۹ ژوئیه ۱۹۴۰  | ۵۵ سال، ۹ ماه و ۱۱ روز  | - ارتش ششم - گروه ارتش جنوب                                                                     | پس از پیروزی در نبرد فرانسه                                                          |
| ۱۲   |       | گرت فون روندشتت       | ۱۹۵۳–۱۸۷۵     | هیر      | ۱۹ ژوئیه ۱۹۴۰  | ۶۴ سال، ۷ ماه و ۷ روز   | - گروه ارتش آ - فرمانده کل جبهه غربی - گروه ارتش جنوب                                           | مسن‌ترین دریافت‌کنندهپس از پیروزی در نبرد فرانسه                                       |
| ۱۳   |       | هوگو اشپرله           | ۱۹۵۳–۱۸۸۵     | لوفت‌وافه | ۱۹ ژوئیه ۱۹۴۰  | ۵۵ سال، ۵ ماه و ۱۲ روز  | ناوگان سوم هوایی                                                                                | ارتقا مستقیم از سپهبد به فیلدمارشالپس از پیروزی در نبرد فرانسه                       |
| ۱۴   |       | اروین فون ویتسلیبن    | ۱۹۴۴–۱۸۸۱     | هیر      | ۱۹ ژوئیه ۱۹۴۰  | ۵۸ سال، ۷ ماه و ۱۵ روز  | - ارتش یکم - فرمانده کل جبهه غربی                                                               | پس از پیروزی در نبرد فرانسه                                                          |
| ۱۵   |       | ادوارت فون بوم-ارمولی | ۱۹۴۱–۱۸۵۶     | -        | ۳۱ اکتبر ۱۹۴۰  | ۸۴ سال، ۸ ماه و ۱۹ روز  | بدون جایگاه                                                                                     | فیلدمارشال بازنشسته نیروی زمینی اتریش-مجارستانترفیع تشریفاتی                         |
| ۱۹۴۲ |       |                       |               |          |                |                         |                                                                                                 |                                                                                      |
| ۱۶   |       | اروین رومل            | ۱۹۴۴–۱۸۹۱     | هیر      | ۲۲ ژوئن ۱۹۴۲   | ۵۰ سال، ۷ ماه و ۷ روز   | - ارتش زرهی آفریقا - گروه ارتش آفریقا - گروه ارتش ب - بازرس دفاع ساحلی جبهه غربی                | -                                                                                    |
| ۱۷   |       | گئورگ فون کوشلر       | ۱۹۶۸–۱۸۸۱     | هیر      | ۳۰ ژوئن ۱۹۴۲   | ۶۱ سال و ۱ ماه          | گروه ارتش شمال                                                                                  | -                                                                                    |
| ۱۸   |       | اریش فون مانشتاین     | ۱۹۷۳–۱۸۸۷     | هیر      | ۱ ژوئیه ۱۹۴۲   | ۵۴ سال، ۷ ماه و ۷ روز   | - ارتش یازدهم - گروه ارتش دن - گروه ارتش جنوب                                                   | -                                                                                    |
| ۱۹۴۳ |       |                       |               |          |                |                         |                                                                                                 |                                                                                      |
| ۱۹   |       | فریدریش پائولوس       | ۱۹۵۷–۱۸۹۰     | هیر      | ۳۱ ژانویه ۱۹۴۳ | ۵۲ سال، ۴ ماه و ۸ روز   | ارتش ششم                                                                                        | تنها دو ماه پس از ترفیع به درجه ارتشبدبه جهت اجتناب از تسلیم شدن در نبرد استالینگراد |
| ۲۰   |       | ارنست بوش             | ۱۹۴۵–۱۸۸۵     | هیر      | ۱ فوریه ۱۹۴۳   | ۵۷ سال، ۶ ماه و ۲۶ روز  | - ارتش شانزدهم - گروه ارتش مرکز - گروه ارتش شمال غربی                                           | -                                                                                    |
| ۲۱   |       | ایوالت فون کلایست     | ۱۹۵۴–۱۸۸۱     | هیر      | ۱ فوریه ۱۹۴۳   | ۶۱ سال، ۵ ماه و ۲۴ روز  | گروه ارتش آ                                                                                     | -                                                                                    |
| ۲۲   |       | ماکسیمیلیان فون وایخس | ۱۹۵۴–۱۸۸۱     | هیر      | ۱ فوریه ۱۹۴۳   | ۶۱ سال، ۲ ماه و ۲۰ روز  | - گروه ارتش ب - گروه ارتش اف - فرمانده کل جبهه جنوب شرقی                                        | -                                                                                    |
| ۲۳   |       | ولفرام فون ریشتوفن    | ۱۹۴۵–۱۸۹۵     | لوفت‌وافه | ۱۶ فوریه ۱۹۴۳  | ۴۷ سال، ۴ ماه و ۶ روز   | - ناوگان چهارم هوایی - ناوگان دوم هوایی                                                         | -                                                                                    |
| ۱۹۴۴ |       |                       |               |          |                |                         |                                                                                                 |                                                                                      |
| ۲۴   |       | والتر مدل             | ۱۹۴۵–۱۸۹۱     | هیر      | ۱ مارس ۱۹۴۴    | ۵۳ سال، ۱ ماه و ۶ روز   | - گروه ارتش شمال - گروه ارتش شمال اوکراین - گروه ارتش مرکز - گروه ارتش ب - فرمانده کل جبهه غربی | -                                                                                    |
| ۱۹۴۵ |       |                       |               |          |                |                         |                                                                                                 |                                                                                      |
| ۲۵   |       | فردینانت شورنر        | ۱۹۷۳–۱۸۹۲     | هیر      | ۵ آوریل ۱۹۴۵   | ۵۲ سال، ۹ ماه و ۲۴ روز  | فرمانده کل نیروی زمینی                                                                          | -                                                                                    |
| ۲۶   |       | روبرت فون گرایم       | ۱۹۴۵–۱۸۹۲     | لوفت‌وافه | ۲۵ آوریل ۱۹۴۵  | ۵۲ سال، ۱۰ ماه و ۳ روز  | فرمانده کل لوفت‌وافه                                                                             | ۱۳ روز پیش از تسلیم آلمان                                                            |

## بزرگ‌دریابدها
| ردیف | تصویر | نام         | تولد - درگذشت | شاخه        | تاریخ ترفیع    | سن هنگام ترفیع         | جایگاه‌ها/فرماندهی‌ها پس از ترفیع                  | توضیحات |
| ---- | ----- | ----------- | ------------- | ----------- | -------------- | ---------------------- | ------------------------------------------------ | ------- |
| ۱۹۳۴ |       |             |               |             |                |                        |                                                  |         |
| ۱    |       | اریش ردر    | ۱۹۶۰–۱۸۷۶     | کریگس‌مارینه | ۱ آوریل ۱۹۳۹   | ۶۲ سال، ۱۱ ماه و ۸ روز | فرمانده کل کریگس‌مارینه                           | -       |
| ۱۹۳۹ |       |             |               |             |                |                        |                                                  |         |
| ۲    |       | کارل دونیتس | ۱۹۸۰–۱۸۹۱     | کریگس‌مارینه | ۳۰ ژانویه ۱۹۴۳ | ۵۱ سال، ۴ ماه و ۱۴ روز | - فرمانده کل کریگس‌مارینه - رئیس‌جمهور - وزیر دفاع | -       |